# Sven Pistor
Sven Pistor (* 26. März 1972 in Köln) ist ein deutscher Hörfunkmoderator.
Während des Studiums begann Pistor 1997 für den Sender WDR 2 zu arbeiten, wo er seit 2017 die Sendung WDR2 Liga live moderiert. Seit 2009 präsentiert er das Tippspiel Alle gegen Pistor, bei dem WDR-2-Hörer gegen Pistor den Ausgang der Bundesligaspiele am jeweiligen Spieltag tippen können. Im WDR 2 Podcast Einfach Fußball interviewt Pistor seit 2022 gemeinsam mit Constantin "Conni" Kleine "Trainer, Spieler, Manager, Legenden aus Bundesliga und Amateurclubs."
Von 2021 bis 2024 produzierte Pistor gemeinsam mit Burkhard Hupe den Podcast Jogo Bonito – Der Fußball und seine Geschichte.
Pistor tourt seit 2015 mit verschiedenen Bühnenprogrammen zum Thema Fußball durch NRW, u. a. Pistors Fußballschule,, Reinste Fußballerotik und Pistors Fußball Quiz Club.
Zusammen mit Monika Salchert kommentiert Pistor im Kölner Karneval seit 2017 die Übertragung der Kölner Schull- un Veedelszöch im WDR Fernsehen.
2018 erschien sein Buch 50 Dinge die man über den Fußball-Westen wissen muss im BJV-Verlag.
Pistor wurde im Kölner Stadtteil Lindenthal geboren und ist das jüngste von drei Kindern. Seine Mutter stammt aus Schweden. Pistor spielt Gitarre und war u. a. Sänger in der Kölner Band Flora 6. Er hat 2 Söhne und lebt mit seiner Familie in Köln-Niehl.

## Auszeichnungen
- 2010: Deutscher Radiopreis in der Kategorie bestes Sportformat.[15]